# Al-Mulajha al-Gharbijja
Al-Mulajha al-Gharbijja (arab. المليحة الغربية) – miejscowość w Syrii, w muhafazie Dara. W 2004 roku liczyła 5454 mieszkańców.